# Falls on Me
Falls on Me è un singolo del gruppo musicale statunitense Fuel, pubblicato il 22 luglio 2003 come secondo estratto dal terzo album in studio Natural Selection.